# Süper Lig de 2003–04
A Süper Lig de 2003–04 foi a 46ª temporada do Campeonato Turco de Futebol. O Fenerbahçe sagrou-se campeão nacional pela 15ª vez em sua história após encerrar a competição 4 pontos à frente do vice-campeão Trabzonspor. A artilharia do campeonato ficou a cargo de Zafer Biryol, atacante do Konyaspor, que marcou ao todo 25 gols.
Por sua vez, Bursaspor, Adanaspor e Elazığspor desempenharam as 3 piores campanhas do campeonato e acabaram rebaixados para a Segunda Divisão Turca ao final da temporada.

## Participantes
| Clube          | Estádio                      | Capacidade |
| -------------- | ---------------------------- | ---------- |
| Adanaspor      | Adana 5 Ocak Stadı           | 16 123     |
| Ankaragücü     | Estádio 19 de Maio de Ancara | 19 209     |
| Beşiktaş       | Estádio İnönü de Beşiktaş    | 32 086     |
| Bursaspor      | Estádio Atatürk de Bursa     | 18 517     |
| Denizlispor    | Estádio Atatürk de Denizli   | 15 427     |
| Diyarbakirspor | Diyarbakır Atatürk Stadyumu  | 12 963     |
| Elazığspor     | Elâzığ Atatürk Stadyumu      | 13 923     |
| Fenerbahçe     | Estádio Şükrü Saraçoğlu      | 42 000     |
| Galatasaray    | Estádio Olímpico Atatürk     | 80 597     |
| Gaziantepspor  | Kamil Ocak Stadı             | 16 981     |
| Gençlerbirliği | Estádio 19 de Maio de Ancara | 19 209     |
| İstanbulspor   | Bahçelievler Stadyumu        | 4 491      |
| Konyaspor      | Konya Atatürk Stadı          | 22 559     |
| Malatyaspor    | Malatya Inönü Stadi          | 13 000     |
| Rizespor       | Rize Atatürk Stadı           | 10 459     |
| Samsunspor     | Samsun 19 Mayis Stadyumu     | 12 720     |
| Sebatspor      | Akçaabat Fatih Stadyumu      | 6 238      |
| Trabzonspor    | Estádio Hüseyin Avni Aker    | 20 369     |

## Classificação Geral
Atualizado em 15 de maio de 2004
| Campeão Turco 2003–04    |
| ------------------------ |
| Fenerbahçe (15.º título) |

### Nota
*Vice-campeão da Copa da Turquia dessa temporada, o Gençlerbirliği assegurou vaga na 1ª rodada dos playoffs da Copa da UEFA pelo fato do campeão Trabzonspor ter sido vice-campeão do campeonato, e por conta disso, ter se classificado para a Liga dos Campeões.

## Resultados
| Mandante \ Visitante | ADA | AKÇ | BJK | BUR | ÇYR | DEN | DYB | ELA | FNB | GAL | GAZ | GEN | İST | KON | MAL | AGÜ | SAM | TRA |
| -------------------- | --- | --- | --- | --- | --- | --- | --- | --- | --- | --- | --- | --- | --- | --- | --- | --- | --- | --- |
| Adanaspor            | —   | 1–2 | 1–0 | 0–3 | 0–1 | 4–1 | 2–1 | 1–2 | 1–2 | 0–2 | 2–3 | 2–2 | 1–1 | 1–1 | 0–1 | 1–3 | 2–3 | 0–1 |
| Sebatspor            | 4–3 | —   | 1–2 | 0–1 | 1–0 | 0–2 | 0–1 | 3–1 | 1–1 | 2–1 | 1–2 | 0–3 | 1–3 | 1–1 | 2–2 | 3–2 | 1–0 | 0–0 |
| Beşiktaş             | 2–1 | 0–2 | —   | 1–0 | 5–3 | 3–1 | 1–0 | 5–3 | 1–3 | 0–0 | 4–1 | 2–2 | 1–2 | 1–1 | 3–1 | 3–0 | 0–4 | 5–0 |
| Bursaspor            | 6–0 | 1–1 | 0–1 | —   | 4–2 | 0–1 | 0–0 | 4–0 | 2–2 | 2–2 | 0–0 | 0–0 | 1–1 | 2–1 | 3–2 | 1–0 | 1–0 | 1–2 |
| Rizespor             | 0–2 | 0–1 | 1–0 | 1–0 | —   | 1–2 | 2–1 | 5–4 | 1–0 | 0–1 | 1–2 | 2–0 | 1–0 | 1–1 | 2–1 | 2–1 | 1–2 | 0–3 |
| Denizlispor          | 1–1 | 1–2 | 2–3 | 4–0 | 1–1 | —   | 1–2 | 3–0 | 0–4 | 2–1 | 2–0 | 1–2 | 2–0 | 3–2 | 1–0 | 0–1 | 1–0 | 0–1 |
| Diyarbakirspor       | 3–1 | 1–0 | 3–1 | 0–3 | 0–1 | 0–1 | —   | 2–0 | 1–2 | 0–0 | 2–1 | 3–2 | 1–2 | 1–1 | 2–0 | 1–1 | 2–2 | 2–2 |
| Elazığspor           | 3–4 | 3–1 | 1–5 | 1–0 | 1–1 | 2–4 | 0–1 | —   | 0–1 | 2–2 | 1–2 | 1–1 | 1–1 | 0–0 | 0–0 | 1–2 | 1–0 | 0–3 |
| Fenerbahçe           | 3–0 | 4–2 | 2–2 | 3–1 | 4–1 | 2–0 | 2–2 | 7–1 | —   | 2–1 | 3–1 | 1–0 | 0–3 | 5–2 | 2–4 | 3–1 | 1–1 | 3–1 |
| Galatasaray          | 3–2 | 4–3 | 1–2 | 0–0 | 1–2 | 4–3 | 2–1 | 3–1 | 2–2 | —   | 3–0 | 2–1 | 2–2 | 2–1 | 2–2 | 2–1 | 1–0 | 1–2 |
| Gaziantepspor        | 1–0 | 2–2 | 0–3 | 3–2 | 2–0 | 1–2 | 4–1 | 3–1 | 1–5 | 1–2 | —   | 2–0 | 2–1 | 3–1 | 1–3 | 2–1 | 1–0 | 1–2 |
| Gençlerbirliği       | 6–0 | 3–1 | 1–2 | 2–0 | 1–0 | 1–3 | 3–4 | 2–3 | 0–1 | 2–2 | 1–0 | —   | 1–0 | 4–0 | 2–2 | 1–2 | 2–1 | 2–2 |
| İstanbulspor         | 1–0 | 1–3 | 1–1 | 3–0 | 3–0 | 0–3 | 1–3 | 3–1 | 0–1 | 3–1 | 0–1 | 3–0 | —   | 2–3 | 0–0 | 2–3 | 0–0 | 0–2 |
| Konyaspor            | 4–1 | 0–0 | 2–2 | 1–1 | 2–1 | 1–1 | 3–1 | 2–0 | 2–4 | 1–0 | 0–3 | 4–1 | 0–2 | —   | 3–3 | 1–1 | 0–0 | 3–3 |
| Malatyaspor          | 2–0 | 3–1 | 0–0 | 2–1 | 0–1 | 0–1 | 5–0 | 3–0 | 2–2 | 1–2 | 0–0 | 1–1 | 2–1 | 1–3 | —   | 1–0 | 5–0 | 2–3 |
| Ankaragücü           | 1–2 | 1–1 | 1–1 | 2–0 | 4–1 | 1–1 | 3–1 | 1–0 | 1–4 | 1–0 | 1–4 | 2–3 | 2–1 | 1–0 | 0–0 | —   | 4–2 | 1–2 |
| Samsunspor           | 2–1 | 1–1 | 1–3 | 0–0 | 2–1 | 2–1 | 3–1 | 2–0 | 3–0 | 1–0 | 1–2 | 2–1 | 3–3 | 2–3 | 1–0 | 3–2 | —   | 1–3 |
| Trabzonspor          | 2–1 | 2–1 | 3–0 | 2–0 | 1–0 | 1–0 | 2–0 | 2–2 | 0–1 | 2–4 | 3–0 | 1–3 | 2–0 | 0–3 | 0–0 | 3–0 | 2–1 | —   |

## Artilheiros
Atualizado em 15 de maio de 2004
| Pos. | Jogador              | Clube          | Gols |
| ---- | -------------------- | -------------- | ---- |
| 1    | Zafer Biryol         | Konyaspor      | 25   |
| 2    | Pierre van Hooijdonk | Fenerbahçe     | 24   |
| 3    | Serkan Aykut         | Samsunspor     | 20   |
| 4    | Tuncay Şanlı         | Fenerbahçe     | 19   |
| 5    | Yunus Altun          | Elazığspor     | 17   |
| 6    | Souleymane Youla     | Gençlerbirliği | 16   |
| 7    | Gökdeniz Karadeniz   | Trabzonspor    | 14   |
| 7    | Ahmed Hassan         | Beşiktaş       | 14   |
| 7    | Necati Ateş          | Galatasaray    | 14   |
| 7    | Okan Yılmaz          | Bursaspor      | 14   |